# Võ Đình Tín
Võ Đình Tín (sinh ngày 3 tháng 10 năm 1965) là một chính trị gia người Việt Nam. Ông hiện là đại biểu Quốc hội Việt Nam khóa XIV nhiệm kì 2016-2021, thuộc đoàn đại biểu quốc hội tỉnh Đắk Nông, Chủ nhiệm Ủy ban Kiểm tra Tỉnh ủy Đắk Nông, Phó Trưởng Đoàn chuyên trách Đoàn đại biểu Quốc hội tỉnh Đắk Nông, Ủy viên Ủy ban Tư pháp của Quốc hội. Ông lần đầu trúng cử đại biểu Quốc hội năm 2016 ở đơn vị bầu cử số 2, tỉnh Đắk Nông gồm có các huyện: Đắk Mil, Cư Jút và Krông Nô.

## Xuất thân
Võ Đình Tín sinh ngày 3 tháng 10 năm 1965 quê quán ở xã Nhơn Phong, thị xã An Nhơn, tỉnh Bình Định.
Ông hiện cư trú ở tổ dân phố 1, thị trấn Phước An, huyện Krông Pắc, tỉnh Đắk Lắk.

## Giáo dục
- Giáo dục phổ thông: 12/12
- Cử nhân Luật
- Cao cấp lí luận chính trị

## Sự nghiệp
Ông gia nhập Đảng Cộng sản Việt Nam vào ngày 19/5/1985.
Khi lần đầu ứng cử đại biểu Quốc hội Việt Nam khóa 14 vào tháng 5 năm 2016 ông đang là Tỉnh ủy viên, Bí thư
Đảng ủy Khối các cơ quan tỉnh, Hội viên Hội Cựu chiến binh, Đoàn viên Công đoàn viên chức tỉnh Đắk Nông, làm việc ở Cơ quan Đảng ủy Khối các cơ quan tỉnh Đắk Nông.
Ông đã trúng cử đại biểu quốc hội năm 2016 ở đơn vị bầu cử số 2, tỉnh Đắk Nông gồm có các huyện: Đắk Mil, Cư Jút và Krông Nô, được 122.352 phiếu, đạt tỷ lệ 69,46% số phiếu hợp lệ.
Ngày 16 tháng 10 năm 2020, ông được bầu làm Chủ nhiệm Ủy ban Kiểm tra Tỉnh ủy Đắk Nông nhiệm kì 2020 - 2025.
Ông hiện là Thường vụ Tỉnh ủy, Chủ nhiệm Ủy ban Kiểm tra Tỉnh ủy, Phó Trưởng Đoàn chuyên trách Đoàn đại biểu Quốc hội tỉnh Đắk Nông, Ủy viên Ủy ban Tư pháp của Quốc hội (Đại biểu chuyên trách Địa phương).
Ông đang làm việc ở Cơ quan Đảng ủy Khối các cơ quan tỉnh Đắk Nông và Ủy ban Kiểm tra Tỉnh ủy.

## Đại biểu Quốc hội Việt Nam khóa 14 nhiệm kì 2016-2021

#### Đề nghị không cho phép công dân tố cáo qua điện thoại, email
Sáng ngày 24 tháng 5 năm 2018, tại biểu Thảo luận về dự án Luật Tố cáo (sửa đổi) tại kỳ họp thứ 5, Quốc hội khóa 14, ông đề nghị bỏ quy định cho phép công dân tố cáo qua điện thoại, email vì cho rằng sẽ dẫn tới tố cáo tràn lan và nặc danh gây khó cho nhà nước.